# Adunați (okręg Ardżesz)
Adunațiⓘ – wieś w Rumunii, w okręgu Ardżesz, w gminie Râca. W 2011 roku liczyła 211 mieszkańców.